# Het leven, het heelal en de rest
Het leven, het heelal en de rest (originele titel Life, the Universe and Everything) is het derde boek uit de Het Transgalactisch Liftershandboek-reeks, geschreven door Douglas Adams. Het boek werd voor het eerst uitgebracht in 1982. De originele titel refereert aan Het antwoord op de ultieme vraag over het Leven, het Universum, en Alles.

## Inhoud
Arthur Dent zit sinds het vorige boek nog altijd vast op de prehistorische aarde. Hij heeft de afgelopen vijf jaar doorgebracht in een grot. Net voor hij gek dreigt te worden, haalt zijn vriend Ford Prefect hem terug naar de toekomst via een scheur in het tijd-ruimte continuüm. Ze komen echter niet in hun eigen tijd terecht maar op de moderne aarde, twee dagen voor de vernietiging door de Vogons. Hier zijn ze getuige van hoe een groep robots de Lord's Cricket Ground aanvalt op een manier die doet denken aan een gewelddadige vorm van cricket. De robots stelen tevens The Ashes. Slartibartfast, een voormalige planeetontwerper van Magrathea, arriveert te laat om de robots te stoppen. Daarom vraagt hij Ford en Arthur om hulp.
Aan boord van zijn schip vertelt Slartibartfast de twee de geschiedenis van een buitenaards ras genaamd de Krikkiters. De Krikkiters waren ooit een vredelievend volk. Daar hun planeet altijd omgeven was door een stofwolk dachten ze dat er nergens anders leven kon zijn. Dit veranderde toen op een dag een ruimteschip hun planeet bezocht. De Krikkits gebruikten reverse engineering om het schip te bestuderen en zo hun eigen schepen te maken. Toen ze de rest van het universum zagen, werden ze getraumatiseerd. Ze kwamen tot de conclusie dat dit universum vernietigd moest worden. Daarom lanceerden ze een vloot oorlogsschepen en robots om alle andere levensvormen te doden. Uiteindelijk werden ze na een lange oorlog verslagen, en door de galactische rechter Judiciary Pag veroordeeld tot opsluiting in een Slo-Time envelop tot de rest van het universum een natuurlijke dood was gestorven. De Britse sport cricket is volgens Slartibartfast het resultaat van een ontmoeting met de Krikkit en hun manier van vechten. Op een of andere manier is een van de Krikkitschepen ontsnapt uit de envelop, en is nu op zoek naar de drie stumps en twee bails om zo de Wikkitpoort te vormen. Deze vormt de sleutel tot het ontsluiten van de Slo-Time envelop en het vrijlaten van de Krikkiters. Slartibartfast wil dit voorkomen.
Terwijl de groep het Krikkitschip achtervolgt, wordt Arthur naar een donkere grot gehaald. Hier ontmoet hij een wezen dat zichzelf Agrajag noemt. Hij beweert honderden keren door Arthur te zijn gedood in verschillende reïncarnaties, zoals een vlieg die door Arthur is platgeslagen. Zijn huidige vorm is dat van een monsterlijke vleermuis, waarmee hij nu Arthur wil vernietigen. Wanneer Agrajag de vele keren dat Arthur hem gedood heeft opnoemt, vertelt hij ook over een keer dat Arthur blijkbaar net ontsnapte aan een aanslag op zijn leven in een plaats genaamd Stavromula Beta. Arthur is verbaasd daar hij deze plek nog nooit heeft bezocht, waarop Agrajag beseft dat hij Arthur te vroeg naar de grot heeft gehaald (in zijn eigen tijd), en dat deze aanslag nog plaats moet vinden. Arthur kan niet worden gedood voordat deze gebeurtenis plaatsgevonden heeft. Wanneer Agrajag het toch probeert, wordt hij wederom per ongeluk gedood door Arthur. Arthur kan uit de grot ontsnappen. Hij belandt hierna op een feest dat al vier generaties onafgebroken doorgaat. Daar ontmoet hij Ford en Slartibartfast weer, en tot zijn verbazing ook Trillian. Zij reist met hen verder.
De groep hervat de achtervolging op de Krikkiters. Die gaan ondertussen door met het verzamelen van de onderdelen van de sleutel. Zo ontvoeren ze Marvin de paranoïde androïde om een van zijn benen te gebruiken als onderdeel, en om hem te dwingen hun hoofdcomputer te bedienen. Ook overvallen ze Zaphod Beeblebrox in de Hearth of Gold, en stelen de kern van de oneindige-onwaarschijnlijkheidsaandrijving.
De groep kan niet voorkomen dat de Krikkit de sleutel maken. De envelop wordt geopend, maar wanneer de Krikkiters eruit komen blijkt dat ze in al die eeuwen van opsluiting hun bloeddorstigheid hebben verloren. Ze hebben ontdekt dat de stofwolk rondom hun planeet bestond uit de restanten van een supercomputer genaamd Hactar, gebouwd door de Silastic Armorfiends. Hactar had de taak om een wapen te maken dat elke zon in het universum gelijktijdig kon laten overgaan op supernova. Hactar wilde niet zo'n wapen maken, dus programmeerde hij een kleine fout in het wapen. Toen de Armorfiends hierachter kwamen, bliezen ze Hactar op. Omdat Hactar zo was ontworpen dat elk molecuul een deel van zijn bewustzijn bevatte, kon hij blijven functioneren. Nadat de Armorfiends waren verdwenen en de Krikkiters hun plaats hadden ingenomen, ging Hactar verder met zijn originele taak. Hij zorgde voor de komst van het schip dat de Krikkiters hun xenofobie bezorgde. De Slo-Time envelop blokkeerde Hactars invloed echter, waardoor de Krikkiters weer zichzelf werden.
Nu het universum blijkbaar is gered, brengen Ford, Arthur en Slartibartfast The Ashes terug naar de aarde. Daar wil Arthur de kans aangrijpen om eenmaal een bal te mogen slaan op Lord's Cricket Ground. Net als hij wil slaan, ontdekt hij dat Hactar, de slagman waar hij tegen speelt, een krikkitrobot is, en de bal het wapen ontworpen door Hactar. Arthur beseft dit net op tijd en slaat de bal niet. In plaats daarvan vernielt hij de robot.
Aan het eind van het verhaal besluit Arthur op de Krikkitplaneet te gaan wonen, waar hij onder andere de vogeltaal leert.

## Achtergrond
De Krikkit werden aanvankelijk door Adams bedacht voor een script getiteld Doctor Who and the Krikketmen, dat bestemd was voor een film van de tv-serie Doctor Who met Tom Baker. BBC keurde het verhaal echter af. Het verhaal werd vervolgens iets aangepast om te dienen voor een eventueel tweede seizoen van de Hitchhiker's televisieserie, maar die werd nooit gemaakt. Daarom besloot Adams de Krikkit maar in zijn derde boek te gebruiken. Het feit dat het verhaal ontsprongen is uit een idee voor een Dr. Who-aflevering is onder andere te merken aan het feit dat het verhaal meer op actie en avontuur gericht is.

## Censuur
Dit boek was het enige van de Transgalactisch Liftershandboek-boeken dat in de Amerikaanse versie werd gecensureerd. Zo werden onder andere scheldwoorden vervangen door verzonnen woorden. De bekendste vorm van censuur vindt plaats in hoofdstuk 21, waarin België als alternatief scheldwoord voor Fuck wordt gebruikt in de gecensureerde versie.

## Audioboekbewerkingen
Er zijn drie audioboekversies gemaakt van de roman.
- Een abridged versie uit 1984, gemaakt door Stephen Moore.
- Een versie uit 1990, gemaakt door Adams zelf.
- Een versie uit 2006, gemaakt door acteur Martin Freeman.